# National Medal of Technology and Innovation
La National Medal of Technology and Innovation (in precedenza, National Medal of Technology) è un'onorificenza assegnata dal Presidente degli Stati Uniti a inventori e innovatori statunitensi che hanno dato contributi fondamentali allo sviluppo di nuove e importanti tecnologie. Il premio può essere assegnato a una persona, a un gruppo di persone, o a un'intera azienda od organizzazione, ed è la massima onorificenza prevista dalle leggi statunitensi per premiare coloro che contribuiscono al progresso tecnologico.

## Storia
La National Medal of Technology fu creata dal Congresso degli Stati Uniti nel 1980, nell'ambito dello Stevenson-Wydler Technology Innovation Act. Si trattava di uno sforzo bipartisan per favorire l'innovazione e la competitività degli Stati Uniti in campo tecnologico nel mondo. La medaglia fu assegnata per la prima volta nel 1985, per mano dell'allora Presidente Ronald Reagan, a quattordici destinatari, tra i quali Steve Jobs e Stephen Wozniak, fondatori della Apple, e a un'azienda, la AT&T Bell Laboratories. Da allora, la medaglia è stata assegnata ogni anno.
Il 9 agosto 2007, il Presidente George W. Bush ha firmato l'America COMPETES Act. Il provvedimento modificava la sezione 16 dello Stevenson-Wydler Act del 1980, cambiando il nome del riconoscimento in National Medal of Technology and Innovation.

## Assegnazione del premio

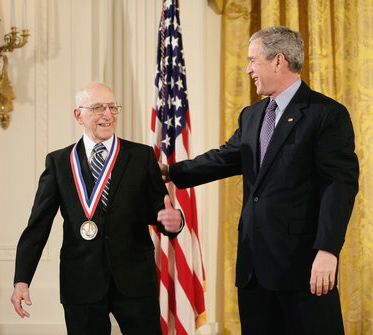
Ralph Baer viene premiato da George W. Bush (13 febbraio 2006).

L'agenzia Technology Administration, facente capo al Dipartimento del Commercio, riceve ogni anno le nomination di nuovi candidati. Questi ultimi vengono proposti da loro pari che conoscano per esperienza diretta i risultati raggiunti dai candidati. Questi ultimi possono essere individui, gruppi di individui (fino a quattro persone per gruppo), organizzazioni o aziende. Gli individui, e tutti i membri dei gruppi, devono essere cittadini statunitensi, mentre le aziende e le organizzazioni devono essere di proprietari statunitensi.
Le nomination sono segnalate al National Medal of Technology Evaluation Committee, che, sulla base di queste, invia suggerimenti al Segretario al Commercio. Quest'ultimo propone i nomi dei possibili premiati al Presidente, che, terminate le selezioni, annuncia i nomi dei vincitori.